# Ларин, Фёдор Иванович
Фёдор Ива́нович Ла́рин (1923, Васильевка, Ставропольский район Самарской области — 19 ноября 1943, Короватичи, Гомельская область, Белорусская ССР) — советский артиллерист, участник Великой Отечественной войны.

## Биография
Родился в семье Ивана Никифоровича (1903—1943) и Анны Михайловны Лариных, которые переехали в Васильевку из села Козловка Инзенского района Пензенской области.
Отец работал председателем колхоза «Искра» Васильевского сельсовета с 1934 по 1941 год. Осенью 1941 года ушёл на фронт, пропал без вести в 1943 году в боях под Ростовом.
В 1941 году Фёдор окончил 10 «Б» класс ставропольской школы № 1, получив тройки по рисованию и немецкому языку. Был секретарём комитета комсомола школы с 1938 года по июнь 1941 год.
После начала Великой Отечественной войны 8 августа 1941 года Фёдор с одноклассниками был призван в Красную Армию. Были направлены в Саранск, где обучались в эвакуированной туда 5-й московской лётной школе начальной подготовки. Лётную практику проходили в Алатыре. Однако вскоре школа была расформирована, преподаватели отправлены на фронт, а курсанты на переподготовку.
Фёдор пройдя подготовку оказался в противотанковой артиллерии. Вступил в КПСС. С 1942 года на фронте, воевал в составе 58-го истребительно-противотанкового артиллерийского полка 12-й истребительной бригады, позднее переформированной в 41-ю истребительно-противотанковую артиллерийскую бригаду 65-й армии Сталинградского фронта.
Участвовал в боях на Курской дуге. Затем участвовал в освобождении Белорусской ССР.
18 ноября 1943 года немецкие войска контратаковали в районе села Короватичи Гомельской области. В атаке со стороны противника использовалось примерно 20 танков, поддерживаемых 192-й пехотной дивизией. С советской стороны оборону держали 14-я кавалерийская дивизия, 41-я отдельная истребительно-противотанковая бригада РГК и 172-я стрелковая дивизия. Две дневные атаки советским войскам удалось отбить, но с наступлением темноты немцам удалось скрытно продвинуться к советским войскам и внезапным ударом прорвать оборону пехотных частей. В прорыв были направлены и танки. На острие атаки оказалась истребительно-противотанковая бригада, оставшаяся без пехотного прикрытия.
Командованием на отсечение противника был направлен 160-й танковый полк. В тяжёлом бою атака противника была отбита, но и советские части понесли серьёзные потери в том числе от дружественного огня. Так неофициально считается, что командир батареи майор Сулейманов за этот бой получил звание Героя Советского Союза подбив, в том числе, и несколько советских танков. Сумятица ночного боя не даёт установить подробности сражения. Так или иначе, но в бою было потеряно 14 советских танков. Были большие потери и среди артиллеристов. Среди них погиб и командир огневого взвода артиллерийской батареи Фёдор Ларин.
Посмертно он был награждён орденом Отечественной войны и ему было присвоено звание младшего лейтенанта.

## Память
По схеме его друга и однополчанина была найдена могила Фёдора Ларина у села. Останки были перенесены в братскую могилу в Короватичах. В 1986 году в селе был открыт мемориал.
В 1987 году в райисполком Центрального района Тольятти поступило ходатайство от педагогов школы № 1, следопытов клуба «Память», комитета комсомола с просьбой о присвоении одной из улиц города имени Фёдора Ларина. С 14 октября 1989 года бывшая улица Жданова официально носит имя Фёдора Ларина. Это было единственное переименование улиц в Тольятти из названий в честь коммунистических лидеров.
В 2007 году на доме 64 на улице Ларина была открыта мемориальная доска.

## Награды
- Орден Отечественной войны I степени;
- Орден Красной Звезды;
- Медаль «За отвагу».